# يوريكو
يوريكو (بالإنجليزية: Yuriko)‏ هي راقصة أمريكية، ولدت في 2 فبراير 1920 في سان خوسيه في الولايات المتحدة.

## وصلات خارجية
- يوريكو على موقع IMDb (الإنجليزية)
- يوريكو على موقع قاعدة بيانات برودواي على الإنترنت (الإنجليزية)
- يوريكو على موقع قاعدة بيانات الفيلم (الإنجليزية)